# Doubleday Field
Doubleday Field é um estádio de beisebol em Cooperstown, Nova Iorque cujo nome é uma homenagem a Abner Doubleday e está localizado a duas quadras do National Baseball Hall of Fame and Museum.
Suas dependências são usadas para a prática do beisebol desde 1920, onde anteriormente era a fazenda de Elihu Phinney. A arquibancada de madeira foi construída em 1924, mais tarde substituída por uma arquibancada de aço e concreto construída em 1939 pela Works Project Administration. Após a expansão sua capacidade de assentos aumentou para 9.791 espectadores.

## Hall of Fame Game/Classic

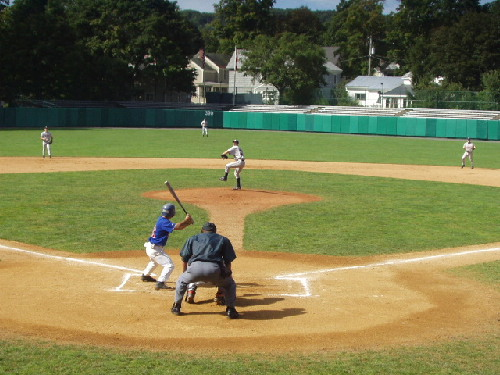
Doubleday Field, visto por trás da home plate.

A cada ano de 1940 a 2008, o Doubleday Field sediou o Hall of Fame Game. Originalmente uma disputa entre times de "veteranos", que mais tarde se tornou um jogo amistoso entre duas esquadras da liga principal. Tradicionalmente, o jogo era realizado durante o fim de semana da cerimônia anual de inclusão no Hall da Fama do Beisebol, mas em anos posteriores, ele foi programado para ser realizado em maio ou junho, para se adaptar aos horários de viagens dos times participantes. Como último jogo amistoso remanescente da Major League Baseball (MLB) na temporada, seus resultados não contavam para a classificação oficial, e jogadores substitutos eram geralmente usados para evitar contusões para os iniciantes. O fator curiosidade de duas equipes de ligas diferentes jogando entre si neste jogo fora da situação de um World Series ou pré-temporada acabou por ser retirado com o lançamento dos jogos interligas, reduzindo ainda mais o prestígio do jogo.
Em 29 de janeiro de 2008, a Major League Baseball anunciou que o último Hall of Fame Game seria disputado em 16 de junho de 2008 entre Chicago Cubs e San Diego Padres, citando "os desafios inerentes" na programação dos times nos dias modernos como a razão para acabar com o encontro anual. Porém, o encontro foi cancelado devido à chuva.
Em novembro de 2008, o Hall of Fame e a MLB Players Alumni Association anunciaram a criação do Hall of Fame Classic, um jogo amistoso envolvendo jogadores do Hall of Fame e outros ex-jogadores da Major League Baseball para ser disputado no fim de semana do Dia dos Pais. O jogo inaugural do Hall of Fame Classic aconteceu no domingo, 21 de junho de 2009.

### Resultados
| Data                 | Time vencedor | Placar | Time perdedor | Placar | Notas |
| -------------------- | --- | --- | --- | --- | --- |
| 13 de junho de 1940  | Chicago Cubs | 10 | Boston Red Sox | 9 | 7 entradas-chuva |
| 13 de junho de 1941  | Cleveland Indians | 2 | Cincinnati Reds | 1 | 6 entradas-chuva |
| 3 de agosto de 1942  | St. Louis Cardinals | 5 | Philadelphia Athletics | 2 | |
| 19 de julho de 1943  | Brooklyn Dodgers | 7 | Chicago White Sox | 5 | |
| 10 de julho de 1944  | Detroit Tigers vs. New York Giants, cancelado-chuva | Detroit Tigers vs. New York Giants, cancelado-chuva | Detroit Tigers vs. New York Giants, cancelado-chuva | Detroit Tigers vs. New York Giants, cancelado-chuva | Detroit Tigers vs. New York Giants, cancelado-chuva |
| 1945                 | cancelado - restrições de guerra | cancelado - restrições de guerra | cancelado - restrições de guerra | cancelado - restrições de guerra | cancelado - restrições de guerra |
| 13 de junho de 1946  | New York Giants | 9 | Detroit Tigers | 5 | |
| 21 de julho de 1947  | Boston Braves | 4 | New York Yankees | 3 | 10 entradas |
| 12 de julho de 1948  | St. Louis Browns | 7 | Philadelphia Phillies | 5 | |
| 13 de junho de 1949  | Washington Senators | 8 | Pittsburgh Pirates | 7 | |
| 24 de julho de 1950  | Boston Red Sox | 8 | New York Giants | 5 | |
| 23 de julho de 1951  | Brooklyn Dodgers | 9 | Philadelphia Athletics | 4 | |
| 21 de julho de 1952  | Cleveland Indians | 4 | Chicago Cubs | 2 | |
| 27 de julho de 1953  | Cincinnati Reds | 16 | Chicago White Sox | 6 | |
| 9 de agosto de 1954  | New York Yankees | 10 | Cincinnati Reds | 9 | |
| 25 de julho de 1955  | Boston Red Sox | 4 | Milwaukee Braves | 2 | |
| 23 de julho de 1956  | New York Giants | 11 | Detroit Tigers | 10 | 12 entradas |
| 22 de julho de 1957  | Chicago White Sox | 13 | St. Louis Cardinals | 4 | |
| 4 de agosto de 1958  | Washington Senators | 5 | Philadelphia Phillies | 4 | |
| 20 de julho de 1959  | Kansas City Athletics | 5 | Pittsburgh Pirates | 5 | 6 entradas-chuva (jogo empatado) |
| 27 de junho de 1960  | Chicago Cubs | 5 | Cleveland Indians | 0 | |
| 24 de julho de 1961  | Los Angeles Dodgers | 6 | Baltimore Orioles | 2 | |
| 23 de julho de 1962  | Milwaukee Braves vs. New York Yankees, cancelado-chuva | Milwaukee Braves vs. New York Yankees, cancelado-chuva | Milwaukee Braves vs. New York Yankees, cancelado-chuva | Milwaukee Braves vs. New York Yankees, cancelado-chuva | Milwaukee Braves vs. New York Yankees, cancelado-chuva |
| 5 de agosto de 1963  | Boston Red Sox | 7 | Milwaukee Braves | 3 | |
| 27 de julho de 1964  | Washington Senators | 6 | New York Mets | 4 | |
| 26 de julho de 1965  | New York Yankees | 7 | Philadelphia Phillies | 4 | |
| 25 de julho de 1966  | St. Louis Cardinals | 7 | Minnesota Twins | 5 | |
| 24 de julho de 1967  | Baltimore Orioles | 3 | Cincinnati Reds | 0 | |
| 22 de julho de 1968  | Detroit Tigers | 10 | Pittsburgh Pirates | 1 | |
| 28 de julho de 1969  | Minnesota Twins | 7 | Houston Astros | 2 | 5 entradas-chuva |
| 27 de julho de 1970  | Montreal Expos | 10 | Chicago White Sox | 6 | |
| 9 de agosto de 1971  | Cleveland Indians | 13 | Chicago Cubs | 5 | |
| 7 de agosto de 1972  | New York Yankees | 8 | Los Angeles Dodgers | 3 | |
| 6 de agosto de 1973  | Texas Rangers | 6 | Pittsburgh Pirates | 4 | |
| 12 de agosto de 1974 | Atlanta Braves | 12 | Chicago White Sox | 9 | |
| 18 de agosto de 1975 | Boston Red Sox | 11 | San Francisco Giants | 5 | |
| 9 de agosto de 1976  | Milwaukee Brewers | 9 | New York Mets | 3 | |
| 8 de agosto de 1977  | Minnesota Twins | 8 | Philadelphia Phillies | 5 | |
| 7 de agosto de 1978  | Detroit Tigers | 4 | New York Mets | 4 | 6½ entradas-chuva (jogo empatado) |
| 6 de agosto de 1979  | Texas Rangers | 12 | San Diego Padres | 5 | |
| 4 de agosto de 1980  | Pittsburgh Pirates | 11 | Chicago White Sox | 8 | |
| 3 de agosto de 1981  | Cincinnati Reds vs. Oakland Athletics, cancelado-greve dos jogadores (New York – Penn League em substituição realizou o jogo entre Elmira Pioneers e Oneonta Yankees) | Cincinnati Reds vs. Oakland Athletics, cancelado-greve dos jogadores (New York – Penn League em substituição realizou o jogo entre Elmira Pioneers e Oneonta Yankees) | Cincinnati Reds vs. Oakland Athletics, cancelado-greve dos jogadores (New York – Penn League em substituição realizou o jogo entre Elmira Pioneers e Oneonta Yankees) | Cincinnati Reds vs. Oakland Athletics, cancelado-greve dos jogadores (New York – Penn League em substituição realizou o jogo entre Elmira Pioneers e Oneonta Yankees) | Cincinnati Reds vs. Oakland Athletics, cancelado-greve dos jogadores (New York – Penn League em substituição realizou o jogo entre Elmira Pioneers e Oneonta Yankees) |
| 2 de agosto de 1982  | Chicago White Sox | 4 | New York Mets | 4 | 8 entradas-chuva (jogo empatado) |
| 1 de agosto de 1983  | St. Louis Cardinals | 4 | Baltimore Orioles | 1 | |
| 13 de agosto de 1984 | Detroit Tigers | 7 | Atlanta Braves | 5 | |
| 29 de julho de 1985  | Houston Astros | 5 | Boston Red Sox | 3 | 10 entradas |
| 4 de agosto de 1986  | Texas Rangers | 11 | Kansas City Royals | 4 | |
| 27 de julho de 1987  | New York Yankees | 3 | Atlanta Braves | 0 | |
| 1 de agosto de 1988  | Chicago Cubs | 1 | Cleveland Indians | 1 | 9 entradas (jogo empatado) |
| 24 de julho de 1989  | Boston Red Sox vs. Cincinnati Reds, cancelado-pane de aeronave; Red Sox não tinha o número mínimo de jogadores para a partida                                         | Boston Red Sox vs. Cincinnati Reds, cancelado-pane de aeronave; Red Sox não tinha o número mínimo de jogadores para a partida                                         | Boston Red Sox vs. Cincinnati Reds, cancelado-pane de aeronave; Red Sox não tinha o número mínimo de jogadores para a partida                                         | Boston Red Sox vs. Cincinnati Reds, cancelado-pane de aeronave; Red Sox não tinha o número mínimo de jogadores para a partida                                         | Boston Red Sox vs. Cincinnati Reds, cancelado-pane de aeronave; Red Sox não tinha o número mínimo de jogadores para a partida                                         |
| 6 de agosto de 1990  | Baltimore Orioles vs. Montreal Expos, cancelado-chuva | Baltimore Orioles vs. Montreal Expos, cancelado-chuva | Baltimore Orioles vs. Montreal Expos, cancelado-chuva | Baltimore Orioles vs. Montreal Expos, cancelado-chuva | Baltimore Orioles vs. Montreal Expos, cancelado-chuva |
| 22 de julho de 1991  | Minnesota Twins | 6 | San Francisco Giants | 4 | |
| 3 de agosto de 1992  | New York Mets | 3 | Chicago White Sox | 0 | |
| 2 de agosto de 1993  | Cleveland Indians vs. Los Angeles Dodgers, cancelado-chuva | Cleveland Indians vs. Los Angeles Dodgers, cancelado-chuva | Cleveland Indians vs. Los Angeles Dodgers, cancelado-chuva | Cleveland Indians vs. Los Angeles Dodgers, cancelado-chuva | Cleveland Indians vs. Los Angeles Dodgers, cancelado-chuva |
| 1 de agosto de 1994  | Seattle Mariners | 4 | Philadelphia Phillies | 3 | |
| 31 de julho de 1995  | Chicago Cubs | 8 | Detroit Tigers | 6 | |
| 5 de agosto de 1996  | California Angels | 6 | Montreal Expos | 6 | 9 entradas (jogo empatado) |
| 4 de agosto de 1997  | Los Angeles Dodgers | 16 | San Diego Padres | 8 | |
| 27 de julho de 1998  | Baltimore Orioles | 7 | Toronto Blue Jays | 1 | |
| 26 de julho de 1999  | Texas Rangers | 11 | Kansas City Royals | 9 | 8 entradas-chuva |
| 24 de julho de 2000  | Arizona Diamondbacks | 12 | Cleveland Indians | 7 | |
| 6 de agosto de 2001  | Milwaukee Brewers | 6 | Florida Marlins | 2 | |
| 29 de julho de 2002  | Colorado Rockies | 18 | Chicago White Sox | 10 | |
| 16 de junho de 2003  | Philadelphia Phillies | 7 | Tampa Bay Devil Rays | 5 | Com este jogo, todos os clubes da MLB participaram |
| 14 de junho de 2004  | Atlanta Braves | 10 | Minnesota Twins | 7 | |
| 23 de maio de 2005   | Detroit Tigers | 6 | Boston Red Sox | 4 | |
| 15 de maio de 2006   | Cincinnati Reds vs. Pittsburgh Pirates, cancelado após 2½ entradas-chuva                                                                                              | Cincinnati Reds vs. Pittsburgh Pirates, cancelado após 2½ entradas-chuva                                                                                              | Cincinnati Reds vs. Pittsburgh Pirates, cancelado após 2½ entradas-chuva                                                                                              | Cincinnati Reds vs. Pittsburgh Pirates, cancelado após 2½ entradas-chuva                                                                                              | Cincinnati Reds vs. Pittsburgh Pirates, cancelado após 2½ entradas-chuva                                                                                              |
| 21 de maio de 2007   | Baltimore Orioles | 13 | Toronto Blue Jays | 7 | |
| 16 de junho de 2008  | Chicago Cubs vs. San Diego Padres, cancelado-chuva | Chicago Cubs vs. San Diego Padres, cancelado-chuva | Chicago Cubs vs. San Diego Padres, cancelado-chuva | Chicago Cubs vs. San Diego Padres, cancelado-chuva | Chicago Cubs vs. San Diego Padres, cancelado-chuva |

## Cooperstown Classic
O Cooperstown Classic foi um jogo da temporada regular da Liga Internacional disputado em homenagem ao 125º aniversário da liga em 2008. O jogo foi realizado em uma tarde de domingo, em maio, entre o Rochester Red Wings e o Syracuse Chiefs. O jogo foi o terceiro de uma série de quatro jogos no qual os Chiefs tinham o mando de campo. A público para o jogo era muito respeitável e o membro da Major League Hall of Fame Carlton Fisk fez o primeiro arremesso comemorativo. O jogo foi adiado após a segunda entrada depois de uma espera devido à chuva, quando o Syracuse tinha a vantagem de 1-0. No dia seguinte o jogo continuou no Alliance Bank Stadium e terminou com a vitória do Syracuse Chiefs. Em uma tentativa de dar aos fãs outro jogo, o Cooperstown Classic Two foi realizado em um domingo de junho de 2009. Este jogo foi disputado entre o Pawtuckett Red Sox e o time da casa Syracuse Chiefs. O jogo foi disputado na íntegra com o Red Sox vencendo por 15-3. Este jogo não foi mais disputado nos outros anos, porém, muitos têm manifestado interesse nele após o encerramento do MLB Hall Of Fame Game em 2008.

## Outros usos
Doubleday Field é utilizado principalmente por amadores e pela Legião Americana. As "Lendas do Beisebol" alugam Doubleday por três semanas durante o verão. O Cooperstown Hawkeyes da Perfect Game Collegiate Baseball League utiliza o campo durante o verão. Play at the Plate Baseball também tem um evento anual em Doubleday Field todo o mês de setembro. Nenhum time profissional fez do estádio a sua sede, embora em 1996 a Canadian American Association of Professional Baseball tenha proposto uma franquia em Cooperstown. Esta ideia foi rejeitada porque Doubleday Field não tem sistema de iluminação, uma necessidade para uma equipe em uma liga profissional. Além disso, alguns acharam que Cooperstown deve ser a casa de "todos" os times de beisebol, e não exclusivo de um só. A New York – Penn League tem realizado um jogo anual da temporada regular no Doubleday Field desde 1991. A equipe sediada na vizinha Oneonta serviu como o time da casa até 2009. (O time era conhecido como o Oneonta Yankees até 1998. Eles se tornaram os Tigers em 1999.) Apesar de sua transferência para Connecticut, os Tigers hospedaram o jogo de 2010.